# アレルギー性皮膚炎
アレルギー性皮膚炎（アレルギーせいひふえん、allergic dermatitis）とはアレルギーを原因とする皮膚病の総称。アトピー性皮膚炎、食物アレルギー、接触性皮膚炎などが存在し、強い掻痒が特徴である。I型アレルギーおよびIV型アレルギーを原因とする。